# Відок (фільм)
«Відо́к» (фр. Vidocq) — містичний детективний фільм режисера Жана-Крістофа Кома́ра (творчий псевдонім «Піто́ф»), який вийшов на екран у 2001 році. Це перший фільм, повністю знятий на цифрову відеокамеру (Sony HDW-F900) у форматі HDTV.
У 1830 році, в Парижі, гине відомий детектив Відок (історична постать). Журналіст Етьєн намагається дізнатися деталі його останньої справи та натрапляє на слід невловимого злочинця на прізвисько Алхімік, який вбиває людей задля отримання безсмертя.

## Сюжет
Париж, 1830 рік. Відомий детектив Ежен Відок, власник приватного розшукового агентства, у сутичці з убивцею на прізвисько Алхімік гине, впавши в охоплену вогнем шахту на склодувному заводі.
Етьєн Буассе, молодий журналіст і новопризначений біограф Відока, береться дізнатися якою була остання справа детектива. Виявляється, Відок на прохання колишнього начальника, префекта паризької поліції Лотренне, розслідував убивство трьох впливових громадян — збройного фабриканта Бельмона, хіміка Верольді та доктора Лафіта, які загинули від ударів блискавки за дивних обставин. За словами префекта, смерть фабриканта зброї серйозно вплинула на політичне становище у Франції.
Журналіст вирушає на фабрику Бельмона, де припускає, що його одяг був просочений порохом і тому одразу спалахнув від блискавки. Буассе знаходить слугу фабриканта, який зізнається, що отримав наказ у «листі диявола» не чистити одяг хазяїна перед його загибеллю. В пошуках автора послання Етьєн приходить до помічника Відока на ім'я Німьє. Той розповідає як детектив знайшов у капелюсі загиблого заколку, що й притягнула блискавку.
Тим часом Лотренне сумнівається чи Відок справді загинув, адже не знайдено його тіла. Журналіст потай пробирається в кабінет Відока, де знаходить хід до прихованої кімнати і в ній — вбивчі заколки. Виявляється, таку ж носила відома танцівниця Прея. Вона розказує про останній візит Відока й лист з наказом вкласти заколки в капелюхи її клієнтів у обмін на винагороду. З оповіді Преї журналіст довідується, що Відок вважав убивства покаранням за розпусту.
Етьєн розуміє, що треба розшукувати докази в будинку розпусти. Хазяйка борделю Сільвія вказує, що убиті шукали незайманих дівчат і цією справою займався журналіст «Тхір» — Фруассар. Етьєн розуміє — Бельмон, Верольді й Лафіт купували дівчат в бідняків для передачі комусь. «Тхір» натякає — дещо може знати дружина Лафіта, Марина, котра стала опіумною наркоманкою. Коли Етьєн спрямовується в опіумну курильню, Фруассару невідомий перерізає горло.
Марина майже збожеволіла, проте все ж розказує про те, як Бельмон, Верольді й Лафіт, боячись старості та смерті, звернулися до загадкового Алхіміка в дзеркальній масці. Той обіцяв молодість у обмін на дівчат. Буассе не вірить їй, але розуміє, що Алхімік близько, коли слідом жінку хтось убиває. Журналіст повертається в кабінет Відока, де його застає начальник поліції, котрий підозрює, що Відок і є Алхіміком, і інспектор Тозе. Буассе намагається виправдати детектива і скориставшись нагодою тікає. Тим часом на вулицях Парижа починається Липнева революція, що допомагає йому сховатися. Викравши щоденник Відока, він довідується як той знайшов єдину жертву, котрій вдалося втекти з лабораторії Алхіміка та знайти лігво вбивці. Детектив з'ясував — Алхіміку необхідна маска, щоб витягати душі відображених у ній, так підтримуючи молодість, для виготовлення якої потрібна кров. Однак, термін дії маски залежить від чистоти крові. Отже, злочинець мусить мати спільника в склодувному цеху, котрий створить нове дзеркало.
Німьє доповідає, що склодуви когось переховують, імовірно того самого майстра, що виконав замовлення. Етьєн знаходить майстра і в цей же час до цеху приходить Лотренне. Майстер знімає пов'язку, виявляючись Відоком. Детектив розповідає: коли Алхімік одягав маску, він побачив лице під нею — лице Етьєна Буассе. Видаючи себе за журналіста, Алхімік знаходив і вбивав свідків його злочинів, але сам потрапив до пастки Відока. Несподівано Алхімік дістає маску, в якій стає невразливим. Німьє вистрілює в нього, але кулі відбиваються назад, вбивши стрільця. Між детективом і злочинцем розпочинається двобій, Відок піддається, вдаючи наче мертвий. Коли Алхімік знімає маску, ставши вразливим, він вражає лиходія уламком.
Під час поховання Німьє префект паризької поліції Лотренне розповідає Відоку про те, що Карл X втік після поразки королівських військ, і префектові загрожує в'язниця або гільйотина. На даху каплички мерехтить відблиск від маски Алхіміка.

## У ролях
- Жерар Депардьє — Ежен Франсуа Відок (приватний детектив)
- Гійом Кане — Етьєн Буассе (журналіст; Алхімік)
- Інес Састре — Прея (танцівниця, коханка Відока)
- Андре Дюссольє — Лотренне (префект поліції, колишній начальник Відока)
- Едіт Скоб — Сільвія (хазяйка борделю)
- Мусса Мааскрі  — Німьє (помічник Відока)
- Жан-Пьєр Го — Тозе (інспектор, який веде справу про смерть Відока)
- Ізабелла Рено — Марина Лафіт (дружина Лафіта)
- Жан-Поль Дюбуа  — Луї Бельмон (збройний фабрикант)
- Андре Пенверн — Сімон Верольді (хімік)
- Жіль Арбона — Ернест Лафіт (доктор; директор притулку для інвалідів)
- Жан-Марк Тіболь — Левіне
- Франсуа Шатто — Фруассар (журналіст газети «La Furet» («Тхір»)

## Саундтрек
У фільмі використані наступні музичні твори:
- Apocalyptica feat. Matthias Sayer — Hope Vol. 2 Written by Matthias Sayer, J. Collier, Eicca Toppinen (as E. Toppinen)
- Вольфганг Амадей Моцарт — Symphony No. 29 KV 201
- Антоніо Вівальді — Concerto for mandolin RV 426: Allegro
- Антоніо Вівальді — Concerto for mandolin RV 532: Andante

## Номінації та нагороди
Фільм отримав 7 нагород і був номінований на 2 нагороди:
- 2001: Міжнародний кінофестиваль у Каталонії (Сіджес): 5 нагород у наступних номінаціях:
  - Ґран-прі (найкращий фільм);
  - Найкращі спецефекти;
  - Найкращий грим;
  - Найкраща музика;
  - Citizen Kane Award за найкращу режисерську відвертість (Best Directorial Revelation).
- 2002: Fantasporto, 2 нагороди і 1 номінація:
  - нагорода «Срібний Ґран-прі за Європейський фентезі-фільм»;
  - нагорода «Міжнародний фентезі-фільм» за найкращі спецефекти;
  - номінований на нагороду «Міжнародний фентезі-фільм» за найкращий фільм.
- 2002: Брюссельський міжнародний кінофестиваль фантастичних фільмів: номінація на золотий Ґран-прі «Європейський фентезі-фільм».

## Цікаві факти
- Від самого початку на роль Відока був запрошений Даніель Отей, але через розбіжність графіку зйомок взяли більш фактурного Депардьє.
- Під час сцени в борделі префект поліції Лотренне під час розмови з інспектором Тозе згадує, що має залишатися до закриття, тому що прем'єр-міністр Поліньяк тут. Поліньяк був однією з сил, яка протистояла Липневій революції. Тема цієї революції приховано проходить через весь фільм.